# Macronyx ameliae
Macronyx ameliae е вид птица от семейство Стърчиопашкови (Motacillidae).

## Разпространение
Видът е разпространен в Ангола, Ботсвана, Замбия, Зимбабве, Демократична република Конго, Кения, Малави, Мозамбик, Намибия, Танзания и Южна Африка.